# Бёррэдж, Джоди
Джоди Анна Бёррэдж (англ. Jodie Anna Burrage; род. 28 мая 1999, Кингстон-апон-Темс, Большой Лондон) — британская профессиональная теннисистка; победительница одного турнира WTA в парном разряде.

## Спортивная карьера
В 2017—2023 годах стала победительницей пяти турниров ITF в одиночном разряде.
И в 2017—2021 годах стала победительницей ещё пяти турниров ITF в парном разряде.

### 2021—2022
В конце июня 2021 года на Уимблдонском турнире в первом раунде соревнований проиграла американке Лорен Дэвис со счётом: 2-6, 1-6.
Она также участвовала в парном разряде этого турнира вместе с соотечественницей Наоми Броуди, но в первом раунде соревнований они проиграли Виктории Грунчаковой и Аранче Рус.
Она также участвовала в смешанном парном разряде этого турнира вместе с соотечественником Ллойдом Гласспулом, но в первом раунде соревнований они снялись с матча и закончили соревнование.
В конце июня 2022 года на Уимблдонском турнире в первом круге соревнований проиграла опытной украинке Лесе Цуренко со счётом: 2-6, 3-6.
Она также участвовала в парном разряде этого турнира вместе с соотечественницей Эден Сильвой, но в первом круге соревнований они проиграли нидерландской паре Арианне Хартоно и Деми Схюрс со счётом 3-6, 4-6.

### 2023
В начале июля 2023 года на Уимблдонском турнире одиночного разряда в первом раунде соревнований победила американку Кэти Макнэлли, но во втором круге проиграла опытной россиянке Дарье Касаткиной со счётом: 0-6, 2-6.
Она также участвовала в парном разряде этого турнира вместе со своей соотечественницей Эмили Эпплтон, в первом раунде соревнований проиграла Яне Сизиковой и Кимберли Циммерманн.
Она также участвовала в смешанном парном разряде этого турнира вместе с соотечественником Ллойдом Гласспулом, но в первом раунде соревнований они проиграли Жан-Жюльену Ройеру и Эне Сибахаре.
В середине августа 2023 года в Стэнфорде (США) вместе с австралийкой Оливией Гадецки стала победительницей турнира WTA-125 «Golden Gate Open», в финале победив американок Хейли Баптист и Клер Лю со счётом: 7-6(7-4), 6-7(6-8), [10-8].
В конце августе 2023 года, в одиночном разряде на Открытом чемпионате США в первом раунде соревнований победила россиянку Анну Блинкову, но во втором круге проиграла опытной белоруске Арине Соболенко со счётом: 3-6, 2-6.
В октябре 2023 года в Клуж-Напока (Румыния) стала победительницей турнира WTA-250 Открытого чемпионата Трансильвании в парном разряде вместе со швейцаркой Джил Тайхман, где они в финале победили Леолию Жанжан и Валерию Страхову со счётом: 6-1, 6-4.

### 2024
В январе 2024 года на Открытом чемпионате Австралии в первом раунде соревнований проиграла немке Тамаре Корпач со счётом: 6-2, 3-6, 0-6.
В феврале 2024 года на турнире в Линце (Австрия) сначала победила в квалификации, а потом дошла до четвертьфинала в котором проиграла опытной латвийской теннисистке Елене Остапенко со счётом: 1-6, 2-6.
В конце сентября 2024 года выиграла шестой парный титул ITF на турнире W100 Caldas da Rainha Ladies Open в Калдаш-да-Раинья (Португалия) совместно с россиянкой Анастасией Тихоновой.
В начале декабря 2024 года стала победительницей 100-тысячного турнира ITF W100 Al Habtoor Tennis Challenge в Дубае (ОАЭ) в одиночном разряде, где в финале победила россиянку Полину Кудерметову со счётом 6-3, 6-3.

## Итоговое место в рейтинге WTA по годам
| Год  | Одиночный рейтинг | Парный рейтинг |
| 2024 | 295               | 302            |
| 2023 | 93                | 149            |
| 2022 | 127               | 398            |
| 2021 | 221               | 385            |
| 2020 | 260               | 368            |
| 2019 | 287               | 416            |
| 2018 | 411               | 559            |
| 2017 | 587               | 1245           |
| 2016 |                   | —              |
| 2015 |                   | —              |